# Félix Mercader
Félix Mercader (Perpiñán, 30 de abril de 1892 - 11 de marzo de 1949) fue un arquitecto y político francés, alcalde de Perpiñán del 19 de agosto de 1944 al 11 de marzo de 1949.

## Biografía
Era descendente de una vieja familia catalana. Después de estudiar al instituto de Perpiñán, el Liceo Aragón hizo la carrera de arquitecto, profesión que ejerció tanto construyendo casas como en la restauración del canal de Boera, en Prades.
Combatió a la Primera Guerra Mundial, y estuvo gravemente herido a la pierna; recibió la Cruz de Guerra. Miembro de la Sección Francesa de la Internacional Obrera (el partido socialista francés), el 1935 fue escogido regidor de Perpiñán en la lista que encabezaba Joan Payrà. Compaginó el cargo con las funciones de administrador y presidente del Union Fédérale des Anciens Combattants, a la vez que presidía el Sindicato de Arquitectos de Perpiñán. También fue delegado del "Aviation Populaire des Pyrénées-Orientales", una propuesta política para acercar el pilotaje al gran público: con 47 años, el 1939 Mercader se sacó el carné de piloto solo unos días después de que lo hubiera hecho su hijo, Henry. Posteriormente presidió el "Aéro Club lleva Roussillon".
Durante la Segunda Guerra Mundial se opuso en el gobierno de Vichy, y el 1940 entró a Resistencia, pero tuvo que huir de Perpiñán para escaparse a la persecución de la Gestapo y de la policía francesa colaboracionista. A la Liberación (en Perpiñán el 19 de agosto de 1944), fue designado por el Comité français de la Libération nationale como alcalde de la capital del Rosselló sustituyendo Ferdinand Coudray. Fue confirmado en el cargo por el gobierno el 5 de septiembre de 1944, y reelegido en sucesivas elecciones (18 de mayo de 1945 y 26 de octubre de 1947). Presidió (1944) el "Association France-Espagne".
El 1947 Mercader vendió a la Administración, por el precio simbólico de un franco, unos terrenos que tenía a Portvendres porque se levantara una colonia de vacaciones para niños desfavorecidos de todo Francia. Aconteció el "Instituto de Plein Air lleva Campo de La Mauresque" que el 1976 se redenominó "Instituto Médico-Educatif La Mauresque". El 2003 se acabó la etapa de las colonias infantiles, y se comenzó una de nueva, ahora como instituto de educación especial. En reconocimiento del papel del exalcalde, al 13 de febrero de 2013 Portvendres le dedicó un homenaje.
Su mandato como alcalde se caracterizó por la creación de nuevas plazas y jardines públicos, la mejora de equipamientos y el embelliment de la plaza de la Llotja posando una importante escultura de Arístides Maillol. Dio el nombre del héroe de guerra Gilbert Brutus al estadio del Alto Vernet donde la USAP tendría el suyo haced años a venir (1962). En su faceta literaria, editó la revista especializada Lo Mestre de Obras y publicó dos obras sobre el canal de Boera y las torres de la Maçana y de Madeloc.
El 1948, el escultor Roger Maureso le hizo un busto. Al 13 de junio de 1949, su ciudad rebautizó el "boulevard" de las Alberes con su nombre.

## Obras
- Deux vieilles tours lleva Roussillon : la Massane te Madeloc Perpignan: imprimerie del Indépendant, 1938, 167 p.
- La Vie agitée lleva canal de Bohère [S. l.] : [s. n.], 1933, 128 p.